# ATP Buenos Aires 1987
L'ATP Buenos Aires 1987 è stato un torneo di tennis giocato sulla terra rossa. È stata la 57ª edizione del torneo, che fa parte del Nabisco Grand Prix 1987.Si è giocato a Buenos Aires in Argentina dal 16 al 23 novembre 1987.

## Campioni

### Singolare maschile
Guillermo Pérez Roldán ha battuto in finale  Jay Berger 3-2 (Berger ritirato)

### Doppio maschile
Tomás Carbonell /  Sergio Casal hanno battuto in finale  Jay Berger /  Horacio de la Peña Walkover